# Iris Mittenaere
Iris Mittenaere (prononcé /i.ʁis mi.tə.naʁ/), née le 25 janvier 1993 à Lille (Nord), est une reine de beauté, animatrice de télévision et meneuse de revue française.
Elle est élue Miss Nord-Pas-de-Calais 2015, Miss France 2016 et Miss Univers 2016, devenant ainsi la 65e Miss Univers. Elle est la première Miss France et la seconde Française à détenir ce titre, 63 ans après Christiane Martel. Elle est également la première Miss Univers originaire d'un pays d'Europe de l'Ouest depuis la Norvégienne Mona Grudt en 1990.

## Biographie

### Jeunesse
Fille cadette d'Yves Mittenaere, professeur d'histoire-géographie, et de Laurence Druart, professeur des écoles puis guide conférencière au musée de Flandre à Cassel, Iris Mittenaere a un frère et une sœur, Baptiste et Cassandre, et une demi-sœur de huit ans de moins qu'elle, Manon. Elle a trois ans lorsque ses parents divorcent.
Durant son enfance et adolescence, elle pratique l'équitation, la danse, le théâtre et la gymnastique. Elle coud et brode, un savoir-faire qui lui a été transmis par sa grand-mère, ancienne couturière.

### Formation
Iris Mittenaere est scolarisée à l’école et au collège à Steenvoorde, où elle vit durant toute son enfance avec sa mère, puis au lycée des Flandres à Hazebrouck où elle obtient un baccalauréat scientifique avec mention bien en 2011. Elle retourne à Lille, sa ville natale, afin de poursuivre des études supérieures en première année commune aux études de santé à la faculté de médecine Henri Warembourg de l'université Lille-II, à la fin de laquelle elle se classe 89e au concours dentaire.
En 2015, lors de son élection au titre de Miss France, elle est étudiante en cinquième année à la faculté de chirurgie dentaire de l'université Lille-II[réf. nécessaire].

## Concours de beauté

### Parcours
- Miss Flandre 2015, élue le 2 mai 2015 à Bailleul.
- Miss Nord-Pas-de-Calais 2015, élue le 26 septembre 2015 à Orchies.
- Miss France 2016, élue le 19 décembre 2015 à Lille.
- Miss Univers 2016, élue le 30 janvier 2017 à Manille (Philippines).

### Élection en tant que Miss Flandre 2015
Contactée sur Facebook par l'organisatrice de l'élection de Miss Flandre afin de déposer sa candidature et pallier un manque de candidates, Iris Mittenaere s'inscrit pour la première fois à un concours de beauté et remporte l'élection de Miss Flandre, le 2 mai 2015 à Bailleul.

### Élection en tant que Miss Nord-Pas-de-Calais 2015
Quelques mois plus tard, elle est couronnée Miss Nord-Pas-de-Calais 2015, le 26 septembre 2015 à Orchies.
Elle obtient la meilleure note (17,5⁄20) au test de culture générale parmi les Miss régionales lors des présélections de Miss France 2016 effectuées pendant le voyage de préparation à Tahiti.
Iris Mittenaere se bat pour la scolarisation des jeunes filles et pour l'accès aux soins de santé et dentaires. Par ailleurs, elle est engagée dans plusieurs associations dont l'association universitaire Dent'icap qui a pour mission de permettre l’accès aux soins dentaires aux personnes en situation de handicap. Elle soutient aussi l'association Bienvenue-Tongasoa qui œuvre à Ambatolampy (Madagascar) ; outre la construction d'écoles de brousse, celle-ci soutient aussi un orphelinat et un centre de soins gratuits. Elle est aussi l’ambassadrice[source secondaire souhaitée] de l’association Vision du monde qui propose de parrainer un enfant.

### Élection en tant que Miss France 2016
Face à trente miss régionales, Iris Mittenaere est élue Miss France 2016 au Zénith de Lille le 19 décembre 2015, obtenant 26 % des votes du public devant sa première dauphine Morgane Edvige, Miss Martinique qui obtient 20 % des voix. Elle succède à Camille Cerf, Miss France 2015 et auparavant Miss Nord-Pas-de-Calais 2014, ce qui permet de réaliser un doublé historique pour la région.
En tant que Miss France, Iris Mittenaere promeut l'hygiène bucco-dentaire au sein de l'association Les bonnes fées et lance une campagne de sensibilisation à la santé bucco-dentaire. Elle participe à des opérations de prévention en allant à la rencontre d'écoliers dans toute la France, déclarant qu'il faut « agir le plus tôt possible et diffuser la culture du brossage »,. Elle est candidate au jeu Fort Boyard sur France 2 afin de lever des fonds pour l'association Vision du monde, ainsi qu'au jeu Ninja Warrior diffusé sur TF1.
Le 1er février 2016, elle est invitée au dîner de gala au profit de la Fondation AVEC au Château de Versailles. Pendant la Paris Fashion Week, elle assiste aux défilés de Tony Ward et Jean-Paul Gaultier.
Iris Mittenaere participe à la tournée du « show Miss France » en compagnie de sa 1re dauphine Miss Martinique, 3e dauphine Miss Provence et de sa 5e dauphine Miss Aquitaine. Le 15 juillet 2016, en marge du Tour de France, Iris Mittenaere participe, avec d'autres personnalités, à un contre-la-montre entre Bourg-Saint-Andéol et la caverne du Pont d'Arc en Ardèche, en faveur du Mécénat Chirurgie cardiaque. À la sortie d'un tunnel, elle se fracture la clavicule et doit subir une opération chirurgicale. Ne pouvant être présente lors de deux prestations de la tournée d'été du « show Miss France », la société Miss France désigne Marine Lorphelin, Miss France 2013 pour assurer l'interim le temps de sa convalescence.
Au NRJ Music Awards 2016, Iris Mittenaere remet, en compagnie de Black M, le trophée du groupe francophone de l’année à Fréro Delavega. Dans le cadre de sa préparation pour le concours Miss Univers, Iris Mittenaere effectue une séance photo, posant pour six créations de la collection « Le langage des fleurs » du couturier vietnamien Hoang Hai.
Durant son règne de Miss France, Iris Mittenaere voyage à Francfort en Allemagne, Turin en Italie, Pékin en Chine et visite ensuite la Grande Muraille, effectue des croisières sur les côtes italiennes et aux Caraïbes (Guadeloupe et République dominicaine), se rend à Essaouira au Maroc pour son séjour d'intégration avec les autres Miss France et est invitée à un gala de charité en faveur de la Fondation Children of Africa à Abidjan en Côte d'Ivoire.
Iris Mittenaere accompagne les miss régionales à La Réunion pendant leur voyage de préparation, puis couronne Alicia Aylies, Miss Guyane élue Miss France 2017 à l'Arena de Montpellier le 17 décembre 2016, en direct sur TF1.

### Miss Univers 2016

#### Élection
Parmi 87 participantes, Iris Mittenaere est élue Miss Univers 2016 à l'âge de 24 ans, dans une robe de soirée lamée or signée par le couturier vietnamien Hoang Hai,, le 30 janvier 2017 au Mall of Asia Arena de Pasay aux Philippines. Le concours est regardé par 5,21 millions de téléspectateurs aux États-Unis et diffusé en direct sur FOX et partout dans le monde dont en France, sur Paris Première, qui signe la meilleure audience historique de ce programme sur la chaîne,. Iris Mittenaere est la première Miss France et la seconde Française couronnée Miss Univers depuis Christiane Martel qui était Miss Cinémonde en 1953. Cette dernière lui adresse ses félicitations après l'obtention de son titre,. Iris Mittenaere est la première représentante d'un pays d'Europe à détenir ce titre depuis la Russe Oksana Fiodorova en 2002, et la première européenne à achever son règne depuis la Norvégienne Mona Grudt en 1990.
Lors du défilé en costume national, Iris Mittenaere fait sensation en défilant dans un costume traditionnel deux pièces de meneuse de revue d'une valeur de 14 000 euros, prêté par le cabaret du Moulin-Rouge. Ce costume est composé d'un soutien-gorge en strass, assorti à un bas en bijoux et en plumes rouges. Elle figure parmi les favorites de la compétition d'après les parieurs,. De ses préparatifs en France jusqu'à son couronnement à Manille, elle est suivie par les caméras de 66 minutes qui diffuse un documentaire sur M6 sur les coulisses de cette élection historique pour la France. Aux Philippines où elle a gagné la compétition, elle fait la couverture notamment du magazine mensuel People Asia et du quotidien The Philippine Star qui titre en français « Vive la France ! » lors de sa parution du 31 janvier 2017. Selon le récit d'un des membres du jury relaté par The New York Times, c'est sa réponse à la question finale du top 3 qui l'a distinctement fait se démarquer des deux autres candidates. Alors que ces deux dernières n'avaient pas réellement répondu à la question posée, Iris Mittenaere s’exprimait de manière assurée et éloquente.

#### Année de Miss Univers
En tant que Miss Univers, Iris Mittenaere part vivre aux États-Unis et commence immédiatement le marathon télévisuel de la Media Week. Sa première apparition à la télévision américaine a lieu dans l'émission phare de la chaîne américaine ABC, Good Morning America. Elle se rend ensuite sur le plateau de l'émission Live with Kelly and Ryan où elle est interviewée par Kelly Ripa et Rita Ora. Sur la chaîne américaine Fox News, elle est invitée à Fox & Friends, puis se rend dans l'émission de radio de Sway Calloway. Elle apparaît également dans l'émission Inside Edition.
Iris Mittenaere emménage dans un appartement de fonction de 150 mètres carrés avec vue sur Central Park, en colocation avec Miss USA, situé entre la 57e rue et la 6e avenue au cœur de Manhattan, dont l'entretien et les charges matérielles sont assurés par deux assistantes. Elle est accompagnée au quotidien par une équipe new-yorkaise qui gère son emploi du temps, composée d'un manageur, d'un styliste, d'un coach sportif, d'un garde du corps et bénéficie de nombreux soins de beauté (coiffeur, institut) et soins dentaires. Elle reçoit un salaire mensuel, ainsi qu'une bourse d'études qui lui a permis de suivre des cours d'animation télévisée en anglais. Le 6 avril 2017, le magazine Capital consacre un reportage à Iris Mittenaere intitulé « Miss Univers : une couronne qui vaut de l'or » qui révèle le salaire et les avantages d'Iris Mittenaere en tant que nouvelle Miss Univers.
Elle voyage ensuite autour des États-Unis, en Indonésie (2 fois), aux Philippines, à Haïti, aux Îles Caïmans, en Équateur, au Pérou, en Inde, en Égypte, au Mexique (2 fois) et dans son pays natal, la France. Elle assiste aux élections de Miss USA et de Miss Teen USA, qui ont lieu respectivement à Las Vegas et à Phoenix. Elle est membre du jury des élections de Miss Indonésie à Jakarta, Miss Pérou à Lima, Miss Guyana à New York, Miss Inde à Bombay où elle est accueillie par l'ancienne Miss Univers Lara Dutta et visite ensuite le Taj Mahal et de Miss Égypte au Caire où elle visite les Pyramides d'Égypte et participe à une campagne officielle de promotion du tourisme égyptien,,. Invitée d'une radio égyptienne, Nogoum FM, elle chante en arabe le verset d'une chanson populaire, la vidéo devenant une des plus visionnées sur Youtube en Égypte. Elle tourne une publicité à Bali pour une marque indonésienne de boissons vitaminées. En Équateur, Iris Mittenaere assiste à un déjeuner caritatif organisé par la Croix-Rouge équatorienne à Guayaquil, afin de lever des fonds pour les victimes des inondations de la province de Guayas. Elle y rencontre notamment des enfants originaires de villages touchés par les intempéries. Iris Mittenaere est ensuite invitée par le maire de Machala afin de célébrer les 193 ans de la cantonisation de la province El Oro, puis elle participe à une parade dans les rues de Machala en compagnie de Miss Équateur.

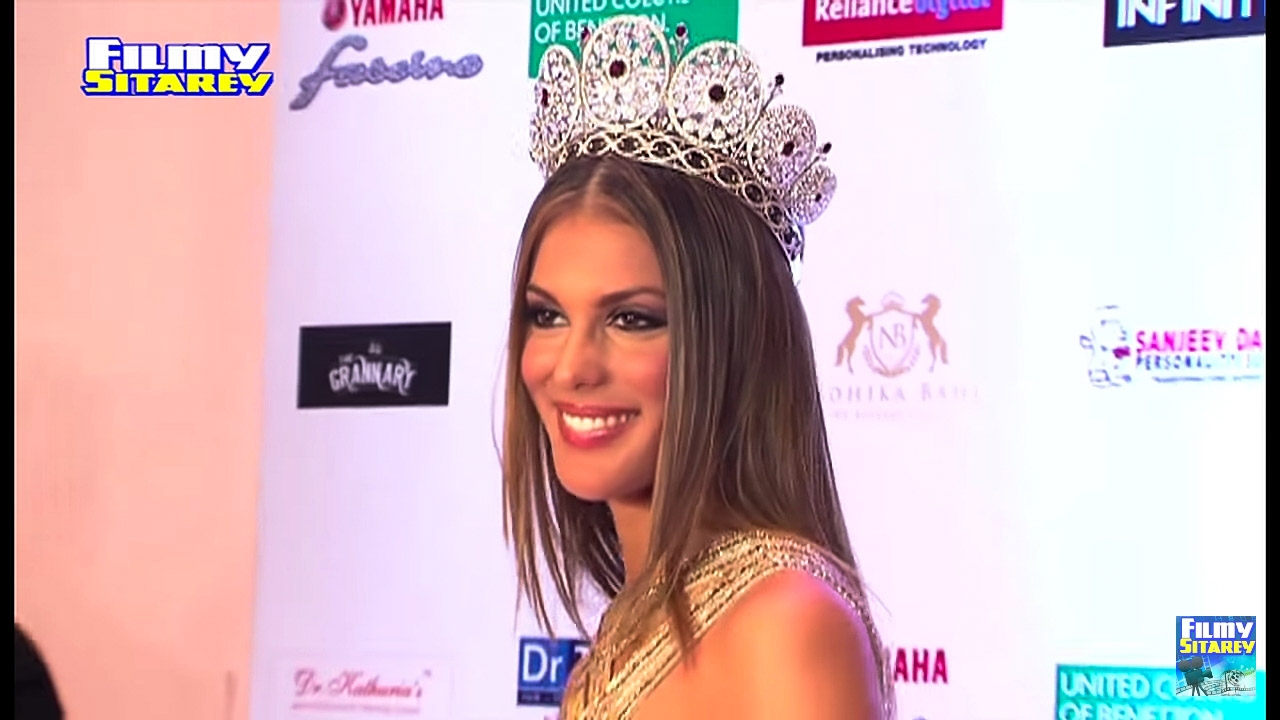
Iris Mittenaere à Bombay en Inde, lors de l'élection de Miss Diva 2017 en octobre 2017.

À son retour en France le 16 mars 2017, Iris Mittenaere est invitée dans de nombreux journaux télévisés et émissions de télévision dont le journal de 13 heures de TF1 présenté par Jean-Pierre Pernaut et accorde un entretien à Nikos Aliagas diffusé dans 50 minutes inside. Elle pose pour les couvertures des magazines Paris Capitale et Technikart dans lequel elle est habillée avec les attributs de la Marianne. Une pétition est lancée pour qu'elle soit la nouvelle Marianne. Iris Mittenaere est reçue au palais de l'Élysée par le président de la République française, François Hollande et déjeune avec le Président de la région des Hauts-de-France, Xavier Bertrand, qui lui remet une médaille de la région gravée et une étole en dentelle de Calais,. Elle est mise à l'honneur lors du premier gala de charité de l'association Les Bonnes Fées avec une quinzaine d'autres Miss France à l'hôtel d'Évreux, Place Vendôme à Paris.
Lors de ses deux autres retours en France, Iris Mittenaere défile pour Jean-Paul Gaultier lors de la Fashion Week de Paris et monte les marches du Festival de Cannes en portant une robe vert forêt du couturier. Aux États-Unis, Iris Mittenaere assiste pendant la Fashion Week de New York à plusieurs défilés comme ceux de Lacoste ou Nicole Miller. Lors de ce même évènement, elle défile à deux occasions pour la créatrice américaine Sherri Hill. En juin 2017, elle assiste au défilé de mode Joyrich x Snoop Dogg, représentant la première collaboration entre la marque Joyrich et le rapper américain Snoop Dogg, à MADE LA 2017 à Los Angeles et est invitée au AmfAR generationCURE Solstice 2017 à New York.
En tant qu'ambassadrice de la France à l'étranger, elle est reçue à l'Ambassade de France aux Philippines pour le 70e anniversaire de l'amitié franco-philippine, à l'Ambassade des États-Unis aux Philippines, à l'Ambassade de France en Égypte lors d'un gala de charité, au Consulat général de France à Alexandrie où elle s'entretient avec des enfants du Lycée français d'Alexandrie ainsi qu'avec des représentantes du « Club des Femmes Francophones » avec qui elle échange sur les conditions et les revendications des femmes à Alexandrie, puis assiste au Consulat général de France à New York à un dîner gastronomique placé sous le signe de Roland Garros. Le 20 septembre 2017, elle assiste au discours du Président de la République française, Emmanuel Macron, devant la communauté des expatriés français au Kaufmann Concert Hall à New York.
En tant que Miss Univers, Iris Mittenaere est la marraine de la fondation américaine Smile Train et voyage à ce titre au Cap-Haïtien et à Mexico pour rencontrer des enfants porteurs de fente labio-palatine et assister à une chirurgie de réparation à l'Hôpital universitaire Justinien,. Elle lève aussi des fonds pour cette fondation en assistant à l'annuel BGC Charity Day qui rend hommage aux victimes du 11 septembre. Elle soutient également l'association Project Sunshine en assistant notamment à leur gala annuel de charité Brighter Together et rencontre des enfants malades dans des hôpitaux américains comme le Harlem Hospital Center. Iris Mittenaere s'engage activement dans la lutte contre le sida en devenant la nouvelle « Madrina »de la Latino Commission on Aids, assiste aux galas de charité de l'AmfAR à Cannes et à New York et défile à la gay pride de New York avec l'organisation américaine God's Love We Deliver. Dans le cadre de son volontariat avec cette organisation, elle participe par ailleurs à la distribution de repas à des personnes affaiblies par la maladie.
Iris Mittenaere signe avec l'agence de mannequins IMG Models et pose devant l'objectif de photographes de mode comme Fadil Berisha ou Bruce Soyez-Bernard qui la met en scène avec un béret français. En tant que Miss Univers, elle est l'égérie des maillots de bain Yamamay et des produits capillaires CHI. À ce titre, elle participe à la conférence du groupe Farouk Systems à Cancún au Mexique. Elle devient également l'égérie de la marque d'instituts Mary Cohr.
Dans une interview accordée au quotidien USA Today, elle expose sa vision sur les différences de mises en beauté entre les femmes américaines et françaises.
Elle assiste à l'US Open de tennis, au Presidents Cup, ainsi qu'au Festival du film de Tribeca à la première de la série The Handmaid's Tale : La Servante écarlate. Elle est invitée à échanger avec le public lors d'un évènement organisé au siège social de Michel et Augustin à Brooklyn. En novembre 2017, elle fait une apparition[pertinence contestée] en compagnie de Miss USA 2017, sur le plateau télévisé du Steve TV Show du présentateur Steve Harvey à Los Angeles.
Iris Mittenaere porte successivement deux couronnes pendant son règne de Miss Univers : elle est couronnée avec la DIC Crown, d'une valeur de 278 000 euros qui comprend 33 cristaux de Bohème, 5 topazes, 198 saphirs, 311 diamants et dont la forme symbolise les gratte-ciel de Manhattan. En raison d'un litige entre l'International Management Group (IMG), dont l'organisation de Miss Univers est une entité, et la corporation internationale du diamant (DIC), Iris Mittenaere porte à partir de mars 2017 et jusqu'à la fin de son règne, la Diamond Nexus Crown, une couronne « écologique  » faite de diamants synthétiques et dont les rubis symbolisent la lutte contre le sida,.
En octobre 2017, l'organisation de Miss Univers annonce qu'Iris Mittenaere rendra sa couronne le 26 novembre (au lieu de décembre 2017 ou janvier 2018), pour des « raisons d'organisation » liées aux disponibilités de la salle de Las Vegas, ainsi qu'au choix marketing de diffuser l'élection de Miss Univers 2017 à la télévision américaine pendant le week-end de Thanksgiving. Cette décision suscite les critiques et la colère d'internautes, la précédente Miss Univers Pia Wurtzbach ayant conservé le titre plus de treize mois,.
Au Axis Theatre à Las Vegas, elle fait ses adieux dans une robe rouge couture parée de cristaux Swarovski conçue par le couturier Michael Cinco et déclare en français « Je vous aime, vive la France ! », avant de transmettre sa couronne à Demi-Leigh Nel-Peters, Miss Afrique du Sud élue Miss Univers 2017.
Du 4 au 9 décembre 2017, elle participe au Miss Universe's Christmas Tour aux Philippines aux côtés des Miss Univers Demi-Leigh Nel-Peters et Pia Wurtzbach, puis copréside avec Jean-Paul Gaultier le jury de l'élection de Miss France 2018, défilant à cette occasion en compagnie des cinq finalistes sur le thème « fleurs » et mettant définitivement fin à son parcours international de Miss.
Un documentaire, produit par Endemol et intitulé « De Miss France à Miss Univers : le fabuleux destin d'Iris », est diffusé sur TF1 le 16 décembre 2017 après l'élection de Miss France. Il est visionné par 5,4 millions de téléspectateurs en France. Les caméras suivent Iris Mittenaere, de son couronnement aux Philippines à sa remise de titre à Las Vegas et nous fait découvrir son quotidien à New York, ainsi que ses obligations en tant que la Miss Univers en titre, de ses déplacements à ses voyages humanitaires à travers le monde. Il permet également de percevoir la réaction de son entourage et de ses parents face à son élection. Un sujet du journal de 20 heures (TF1) diffusé le 29 décembre 2017, dont la mise en scène est inspirée par le film Le Fabuleux Destin d'Amélie Poulain lui est consacré et intitulé « Le fabuleux destin d'Iris Mittenaere ». Les caméras de 7 à la Une, une émission d'information belge diffusée sur la chaîne La Une, suivent Iris Mittenaere durant l'une de ses dernières journées à Manhattan, à quelques jours de sa remise de titre, dans un reportage intitulé « L'instantané de Miss Univers ». L'émission 19 h le dimanche lui consacre un reportage intitulé « Miss Univers, retour sur terre », diffusé sur France 2, qui la suit lors de son retour en France.
Six ans après son élection, elle est membre du jury pour l'élection de Miss Univers 2021 qui voit Harnaaz Sandhu, représentante de l'Inde, remporter la couronne.
Huit ans après son élection, elle sera membre du jury pour l'élection de Miss Univers 2023.

## L'après concours de beauté

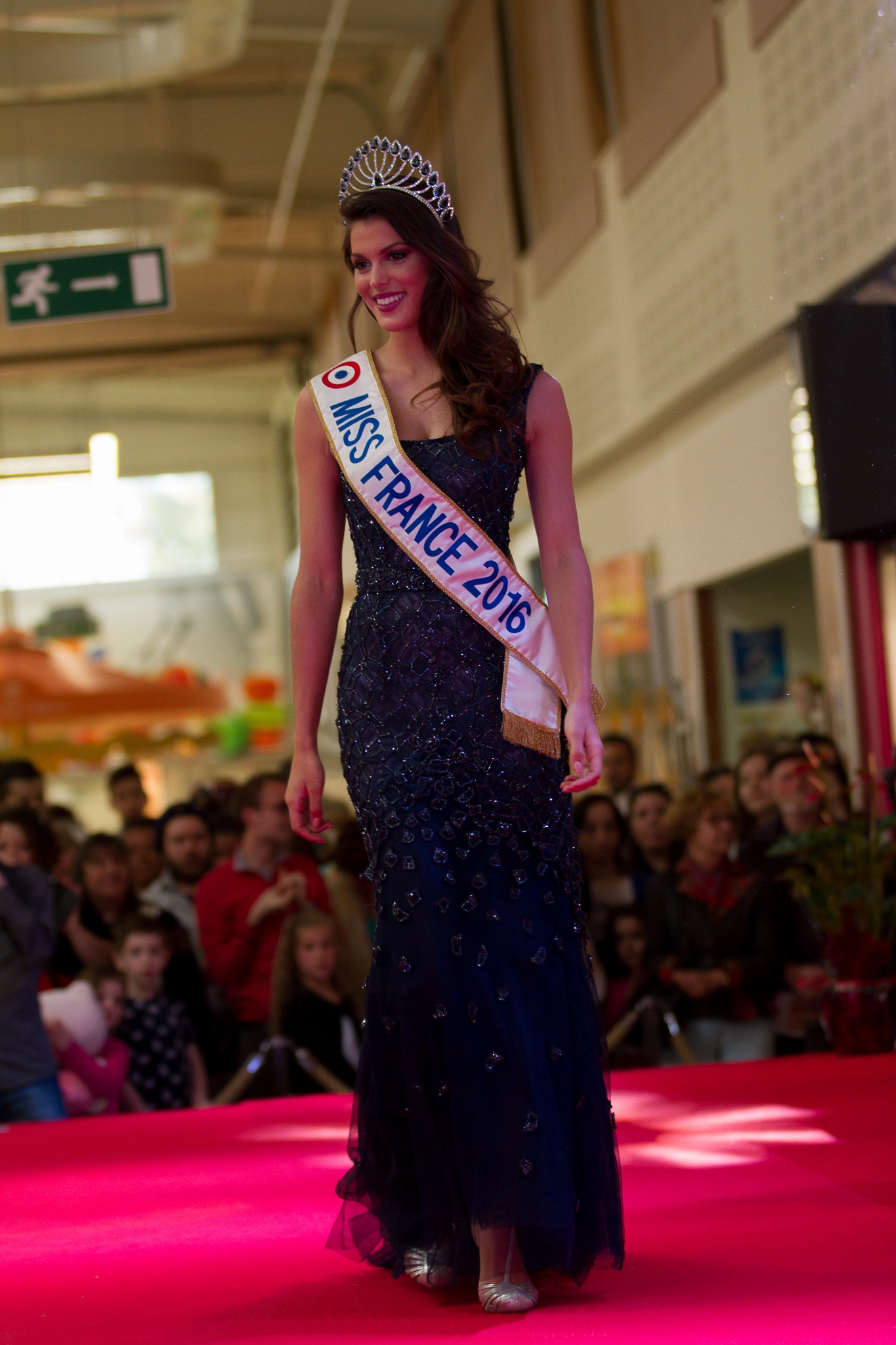
Iris Mittenaere, Miss France 2016 et Miss Univers 2016 à l'élection de Miss Yonne 2016, le 7 mai 2016.

### Carrière dans les médias et la mode
En 2018, Iris Mittenaere rejoint le groupe TF1 en devenant la nouvelle co-animatrice de Ninja Warrior, après le départ de Sandrine Quétier. Elle refuse un rôle dans la série américaine Amour, Gloire et Beauté. En février 2018, Iris Mittenaere remet le prix de l'album Musique du Monde au chanteur Matthieu Chedid lors de la 33e cérémonie des Victoires de la musique. En mai 2018, elle monte les marches du Festival de Cannes pour la projection du film Plaire, aimer et courir vite, en portant une robe haute couture blanche, avec des touches d'argenté et ornée de sequins, du couturier Stéphane Rolland et parée de bijoux signés De Grisogono, puis assiste en juin 2018 au Festival de télévision de Monte-Carlo à Monaco. En août 2018, elle fait la couverture de TV Magazine.
Iris Mittenaere accepte l'invitation de la Première dame de Côte d'Ivoire à un gala de charité en l'honneur de la fondation Children of Africa, assiste à l'inauguration d'un hôpital et va également à la rencontre de familles d'enfants malades en Côte d'Ivoire en collaboration avec la fondation Smile Train. Elle lève d'ailleurs des fonds pour cette fondation : un de ses portraits réalisé par le photographe Philippe Shangti, « I'm Iris, I'm not a princess », est vendu aux enchères pour la somme de 40 000 euros, une somme qui a été entièrement remise à Smile Train. Elle participe au dîner de la mode du Sidaction à Paris et au gala de charité de la Celebrity Fight Night à Florence.
À l'automne 2018, Iris Mittenaere participe à la neuvième saison de l'émission Danse avec les stars sur TF1, aux côtés du danseur Anthony Colette, et termine deuxième de la compétition. Le 7 novembre 2018, elle sort son autobiographie, intitulée « Toujours y croire : Miss Univers, une jeune femme (pas) comme les autres », publiée par HarperCollins France. Elle y retrace son parcours de Miss Flandre à Miss Univers et partage des tutos beautés et des conseils pour gagner confiance en soi en évoquant ses complexes de jeunesse.
Le 16 décembre 2018, elle est invitée d'honneur à l'élection de Miss Univers 2018 à Bangkok en Thaïlande et apparaît sur l'affichage publicitaire de l'élection en compagnie de Demi-Leigh Nel-Peters et Pia Wurtzbach.
De février 2019 jusqu’en 2022, elle présente le loto et l'EuroMillions sur la chaîne TF1. Le 3 février 2019, elle est membre du jury de Top Model Belgium au Lido à Paris pour les quinze ans de la compétition. Du 12 au 17 février 2019, Iris Mittenaere est la guest star du Fashion Freak Show de Jean-Paul Gaultier lors de sept représentations aux Folies Bergère où elle succède à Dita von Teese. Elle est l'égérie de l'enseigne Morgan pour l'année 2019 et participe à l'élaboration d'une collection capsule Iris Mittenaere x Morgan. À partir de mai 2019, elle est la meneuse de revue de la nouvelle revue du chorégraphe Kamel Ouali, L'Oiseau Paradis, à l'occasion des 130 ans du Paradis latin. Selon ce dernier, Iris Mittenaere est « l'incarnation du glamour parisien » et elle est « une muse capable de propulser l’univers du cabaret dans le XXIe siècle ». Elle pose pour l'affiche du spectacle dans un costume représentant « l'oiseau paradis » dont les ailes sont aux couleurs du drapeau français. Iris Mittenaere est co-animatrice de la saison 4 de Ninja Warrior diffusée pendant l'été 2019. Le 20 avril 2019, Iris Mittenaere est l'égérie du Casa Fashion Show à Casablanca et défile, accompagnée des performances des chanteurs Maître Gims et Vitaa,. Le 22 mai 2019, elle monte les marches du Festival de Cannes 2019 dans une longue robe de bal rose poudrée signée Michael Cinco à l’occasion de la projection du film Roubaix, une lumière,,. Dans le cadre du Festival de Cannes, elle assiste au dîner de gala De Grisogono où elle porte une robe longue bleu ciel asymétrique et incrustée de bijoux, création signée par le couturier libanais Ziad Nakad,,,. En septembre 2019, elle devient l'ambassadrice du fond de teint vegan de Kat Von D. Beauty. Elle devient aussi l'égérie de GHD France.
Après son élection en tant que Miss Univers, Iris Mittenaere est l'ancienne Miss France la plus suivie sur les réseaux sociaux avec 2,3 millions d'abonnés sur son compte Instagram. Dans son édition été 2019, le magazine Forbes France lui consacre un portrait et la classe dans le top 5 France des digital influenceuses.
Elle est l'une des personnalités à participer au dernier défilé de Jean-Paul Gaultier en janvier 2020 telles Coco Rocha, Amanda Lear, Mylène Farmer, Rossy de Palma, Dita von Teese et Estelle Lefébure,.
Iris Mittenaere utilise les réseaux sociaux pour communiquer avec ses fans et poster régulièrement des photos de sa vie personnelle ou de placements de produits. En 2020, dans le cadre du confinement imposé en France du fait de la pandémie de Covid-19, elle annule tous ses projets, dont le tournage de la saison 5 de Ninja Warrior : Le Parcours des héros et ses représentations au Paradis latin. Cependant, pour divertir ses abonnés pendant cette période, elle propose des directs sur Instagram de façon quasi-quotidienne.

## Vie privée
Au moment de son année de Miss France, Iris Mittenaere est en couple avec un jeune étudiant, Mathieu.
En 2017, elle fréquente Kev Adams. Ils se séparent fin 2017 et se remettent ensemble début 2018. Ils rompent de nouveau en octobre 2018[source secondaire souhaitée].
À la suite de sa première rupture avec Kev Adams, elle fréquente pendant quelques semaines le footballeur professionnel Hatem Ben Arfa.
En 2018, Iris Mittenaere déclare avoir été en couple avec un certain Romain, un ami de son frère rencontré lorsqu'elle était en seconde, qui l'a aidée à surmonter le divorce de ses parents.
Après son passage à Danse avec les stars, Iris Mittenaere entretient une relation avec son partenaire dans l'émission, Anthony Colette.
De septembre 2019 à mai 2024, elle est en couple avec l’entrepreneur Diego El Glaoui. Ils se fiancent en août 2022.
En 2024, elle est en couple avec Bruno Pelat, fils de l'entrepreneur immobilier Olivier Pelat. Elle est son aînée de huit ans. Ils se séparent la même année, après des faits de violences conjugales pour lesquels elle porte plainte. Bruno Pelat est condamné le 6 novembre 2024 à 1 an de prison dont 6 mois ferme par le tribunal correctionnel de Paris.
En novembre 2024, elle est en couple avec Sami Outalbali. L'hebdomadaire Paris-Match affirme en mars 2025 qu'elle forme avec le rugbyman Antoine Dupont le « couple le plus sexy du printemps ».

### Accusations de tromperie et de fausse accusation de violences conjugales
En juin 2025, il est publiquement révélé par Aqababe qu'elle a trompé à plusieurs reprises plusieurs de ses partenaires. Quelques heures plus tard, c'est confirmé à travers un communiqué sur Instagram par Diego El Glaoui,,. Selon Aqababe, elle a eu une double relation avec Bruno Pelat et Antoine Dupont, et alors en couple avec Diego El Glaoui, avec Paul Mirabel et Valentin Lucas.
Aqababe partage également un message audio de Diego El Glaoui dans lequel on peut entendre El Glaoui répondre à Mittenaere. On entend El Glaoui évoquer qu'elle le menace de lui faire une “me-too” s’il dévoile qu’elle l'a trompé avec Valentin Lucas pendant 4 mois.

## Activités médiatiques et artistiques

### Télévision

#### Candidate
- 2015 : Élection de Miss France 2016 sur TF1 : gagnante
- 2016 : Ninja Warrior : Le parcours des héros sur TF1.
- 2016 et 2021 : Fort Boyard sur France 2.
- 2018 : Danse avec les stars (saison 9) sur TF1.
- 2018-2020 : Le Grand Concours des animateurs sur TF1.
- 2021-2022, 2025 : Les Touristes sur TF1

#### Animatrice
- 2018-2024 : Ninja Warrior : Le Parcours des héros sur TF1 (coanimatrice avec Denis Brogniart et Christophe Beaugrand).
- 2019-2022 : Tirages du Loto et de l'Euromillions sur TF1 : présentatrice en alternance
- 2023 : Ninja Warrior : Le Choc des Nations sur TF1 (coanimatrice avec Denis Brogniart et Christophe Beaugrand).

#### Jurée
- 2017 : Élection de Miss France 2018 sur TF1 (coprésidente du jury avec Jean-Paul Gaultier).
- 2020 : Élection de Miss France 2021 sur TF1 (présidente du jury).
- 2021 : Miss Univers 2021 (membre du jury).
- 2022 : Drag Race France sur France 2 et France.tv Slash
- 2023 : Miss Univers 2023 (membre du jury).

### Radio
- 2020-2021 : Le Chérie Lunch sur Chérie FM : animatrice.
- 2020-2021 : Le réveil Chérie sur Chérie FM : chroniqueuse

### Revues
- 2019 : Folies Bergère : Fashion Freak Show de Jean-Paul Gaultier : guest-star.
- Depuis 2019 : Paradis Latin : L'Oiseau Paradis de Kamel Ouali : meneuse de revue.

### Filmographie
- De « Miss France » à « Miss Univers » : Le fabuleux destin d'Iris, TF1, documentaire, 2017.